# RAM・マーチ01
RAM・マーチ01は、RAMレーシングが1983年のF1世界選手権に投入したフォーミュラ1カー。マーチ・831 (March 831) とも呼ばれる。

## 開発
RAM・マーチ01は、主としてマーチのデイブ・ケリーが設計した。彼は単純な「キットカー」として設計し、01はRAMの手によって独自の専用部品ではなくアフターマーケットで入手できる汎用パーツで組み立てられた。モノコックはアルミニウム製で、ボディはプラスチック樹脂で作られた。ボディのラインは流れるような形状で、サスペンションは前後ともダブルウィッシュボーンが採用された。車重は540kgであった。
本質的に01は、3リッター8気筒エンジンのコスワースDFVを搭載するものとして設計された。1983年シーズンに各チームで使用されたDFVエンジンは異なったレベルのチューンが施された。最もパワフルなバージョンはカムシャフトが改良されバルブタイミングもそれに合ったチューンがなされた。DFVを使用した大半のカスタマーチームはこのパワフルなバージョンを使用したが、RAMとオゼッラは旧式のDFVを使用し、その出力は15馬力から20馬力劣っていた。1983年の夏にはよりパワフルだが高価なDFYエンジンが登場したが、RAMは使用できなかった。イタリアGPからDFYを使用できることとなったが、これはマクラーレン用の物であり、彼らはそれを必要としなかった。

## 製作
01は1983年前半に3台が製作された。最初の2台、01/01と01/02はそれぞれ2戦で使用された。残るレースでは01/03が使用された。01/03はシーズン終了後に改造され、ハート製ターボエンジンが搭載された。

## レース戦績
01はRAMレーシングによって運用され、RAMオートモーティブ・チーム・マーチとしてエントリーした。1983年のRAMレーシングのスタッフは25名で、最小のF1チームであった。
前年とは異なり、RAMレーシングは1台体制で1983年シーズンに臨んだ。第3戦のフランスのみセカンドカーが投入された。
レギュラードライバーのエリセオ・サラザールは1981年にRAMからデビューした。サラザールが予選を通過したのは2回のみであった。開幕戦のブラジルで彼は予選27位となり、ポールポジションのケケ・ロズベルグからは6.2秒遅れであった。最後尾からスタートしトップから4周遅れの15位でフィニッシュしたが、ロータスのエリオ・デ・アンジェリスが失格となり14位に繰り上がった。続くロングビーチでも予選を通過したものの、決勝では25周目にギアボックストラブルでリタイアとなった。その後4戦連続で予選落ちし、サラザールはベルギーグランプリの後チームを離脱した。第7戦のデトロイトをチームは欠場する。これは短期間に代わりのドライバーを確保することができなかったためであった。
一週間後のカナダにチームは再び現れた。1981年にアロウズから2戦に参加したことがあるカナダ人ドライバーのジャック・ヴィルヌーヴを起用する。ヴィルヌーヴはチームに個人スポンサーの資金をもたらした。チームはモスポートでの短いテストでヴィルヌーヴの起用を決定した。フリープラクティスで何周か周回したが、ヴィルヌーヴは自らの兄の名を冠するサーキットで、0.4秒の差で予選落ちした。彼よりも後にいたのはオゼッラのピエルカルロ・ギンザーニのみであった。ヴィルヌーヴ自身の言によると、予選落ちしたのはタイヤを十分温められなかったためとある。
その後、イギリスグランプリからはケニー・アチソンが起用された。アチソンはこれがF1デビューであった。アチソンは6戦連続で予選落ちし、最終戦の南アフリカでようやく決勝進出した。これはスピリットとセオドールが撤退したことで出走台数が減少したことによる。アチソンは24位で予選を通過した。決勝は優勝したブラバムのリカルド・パトレーゼから6週遅れの12位であった。
フランスでチームはジャン＝ルイ・シュレッサーを起用してセカンドカーを投入した。シュレッサーはノンタイトル戦のレース・オブ・チャンピオンズに参戦しており、13名が参加したブランズ・ハッチで6位となっている。RAMはその1週間後にシュレッサーをスポット参戦させることとした。これはシーズン中RAMが2台を投入した唯一のレースであった。シュレッサーは結局予選落ちしたが、同じく予選落ちしたチームメイトのサラザールより0.7秒遅く、ポールポジションのアラン・プロストからは9.1秒遅れであった。RAMは2台を継続して走らせる余裕が無かったため、シュレッサーはその後出場することはできなかった。
シーズンを終え、RAMの最高位は12位でありこれは、コンストラクターズランキングの最下位であった。

## F1における全成績
(key) （太字はポールポジション）
| 年     | シャシー      | エンジン                           | タイヤ | No | ドライバー                 | 1   | 2   | 3   | 4   | 5   | 6   | 7   | 8   | 9   | 10  | 11  | 12  | 13  | 14  | 15  | ポイント | 順位 |
| ------ | ------------- | ---------------------------------- | ------ | -- | -------------------------- | --- | --- | --- | --- | --- | --- | --- | --- | --- | --- | --- | --- | --- | --- | --- | -------- | ---- |
| 1983年 | RAM・マーチ01 | フォード-コスワース DFV/DFY V8 3.5 | P      |    |                            | BRA | USW | FRA | SMR | MON | BEL | DET | CAN | GBR | GER | AUT | NED | ITA | EUR | RSA | 0        | -    |
| 1983年 | RAM・マーチ01 | フォード-コスワース DFV/DFY V8 3.5 | P      | 17 | エリセオ・サラザール       | 14  | Ret | DNQ | DNQ | DNQ | DNQ |     |     |     |     |     |     |     |     |     | 0        | -    |
| 1983年 | RAM・マーチ01 | フォード-コスワース DFV/DFY V8 3.5 | P      | 17 | ジャック・ヴィルヌーヴSr.  |     |     |     |     |     |     |     | DNQ |     |     |     |     |     |     |     | 0        | -    |
| 1983年 | RAM・マーチ01 | フォード-コスワース DFV/DFY V8 3.5 | P      | 17 | ケニー・アチソン           |     |     |     |     |     |     |     |     | DNQ | DNQ | DNQ | DNQ | DNQ | DNQ | 12  | 0        | -    |
| 1983年 | RAM・マーチ01 | フォード-コスワース DFV/DFY V8 3.5 | P      | 18 | ジャン＝ルイ・シュレッサー |     |     | DNQ |     |     |     |     |     |     |     |     |     |     |     |     | 0        | -    |

## 参照
1. ↑  David Hodges: Rennwagen von A–Z nach 1945, Motorbuch Verlag Stuttgart 1993, ISBN 3-613-01477-7, S. 219.
2. 1 2 3  David Hodges: A–Z of Grand Prix Cars 1906–2001, 2001 (Crowood Press), ISBN 1-86126-339-2, S. 196.
3. ↑  Ian Bamsey: The 1000 bhp Grand Prix Cars, 1988 (G.T. Foulis & Co. Ltd), ISBN 978-0854296170, S. 105.
4. ↑  Adriano Cimarosti: Das Jahrhundert des Rennsports. Stuttgart 1997, ISBN 3-613-01848-9, S. 336.
5. ↑  Zur Geschichte des Cosworth-DFV-Motors s. www.research-racing.de (abgerufen am 5. Mai 2014).
6. ↑  www.research-racing.de (abgerufen am 5. Mai 2014).
7. ↑  Modellgeschichte des RAM 01 auf der Internetseite www.oldracingcars.com (abgerufen am 5. Mai 2014).
8. ↑  Ian Bamsey: The 1000 bhp Grand Prix Cars, 1988 (G.T. Foulis & Co. Ltd), ISBN 978-0854296170, S. 99.
9. 1 2 3  Biografie zu Jacques Villeneuve, Sr. auf der Internetseite www.f1rejects.com (abgerufen am 5. Mai 2014).
10. 1 2  Biografie Jean-Louis Schlessers auf der Internetseite www.f1rejects.com (abgerufen am 5. Mai 2014).
11. ↑  Statistik des Race of Champions 1983 auf der Internetseite www.silhouet.com (abgerufen am 5. Mai 2014).